# Календарний план маркшейдерських робіт
Календарний план маркшейдерських робіт (рос. календарный план маркшейдерских работ, англ. surveying schedule, нім. Terminplan m der Markscheiden n) – план розвитку маркшейдерських робіт у просторі і часі, що представляється у вигляді спеціального графіка, на якому вказуються види маркшейдерських робіт в окремих гірничих виробках, на поверхні, а також час і тривалість їхнього виконання.